# Tjekkoslovakiske Legion
Den Tjekkoslovakiske Legion (tjekkisk: Československé legie, slovakisk: Československé légie) eller den Tjekkiske legion var frivillige væbnede styrker hovedsageligt bestående af tjekker, med et mindre antal slovakker (omkring 8%) som kæmpede sammen med Ententen under 1. verdenskrig. Legionen blev oprettet i Rusland, Frankrig og Italien og havde grundlag i små militære enheder organiseret efter krigsudbruddet i august 1914 bestående af frivillige tjekker og slovakker. Deres mål var at vinde Ententens støtte til Böhmen og Mährens uafhængighed fra det Østrigske Kejserrige samt de slovakiske territorier fra Kongeriget Ungarn, som på daværende tidspunkt var en del af det østrig-ungarske kejserrige. I løbet af krigen valgte mange deserterede tjekker og slovakker fra den østrig-ungarske hær at slutte sig til legionen. Man regner med at omkring 200 000 mand tjenestegjorde i legionerne.
Den største og mest betydningsfulde del af disse legioner var legionen på østfronten, som var en regulær kampstyrke under russisk ledelse. Efter Rusland var trådt ud af krigen i 1918 kæmpede den Tjekkoslovakiske Legion på de hvides side mod bolsjevikkerne, og tog blandt andet kontrollen over store strækninger af den transsibiriske jernbane. Efter at Tjekkoslovakiet i 1918 blev en uafhængig stat, kæmpede legionen sig gennem det østlige Rusland mod havnebyen Vladivostok for på den måde at kunne returnere til Tjekkoslovakiet.

## Galleri
- Monument til minde om de Tjekkoslovakiske Legioner ved Palacký-pladsen
- Slaget ved Zboriv Ternopil oblast nuværende Ukraine i 1917
- Den Tjekkoslovakiske Legion i Vladivostok i 1918